# Iguazú-vízesés
Az Iguazú-vízesés (portugálul Cataratas do Iguaçu, spanyolul Cataratas del Iguazú) az Iguazú (Iguaçu) folyón található Argentína (80%) és Brazília (20%) határán, az Iguazú Nemzeti Park területén.
A vízesés 270 különálló zuhogóból és kisebb vízesésből áll, melyek a folyón 2,7 kilométer szélességben húzódnak. A víztömeg a vízeséseken maximum 82 métert esik, átlagos magasságuk 60 méter.

## Felfedezése és nevének eredete
A legtöbb zuhatagot felfedezőikről, illetve az argentin szabadságharc hőseiről nevezték el (például Két nővér-, San Martin-, Victoria-, illetve Alvar Núnez Cabeza de Vaca zuhatag). Ez utóbbi Alvar Núnez Cabeza de Vaca spanyol felfedezőről lett elnevezve, aki arról is nevezetes, hogy ő látta meg első európaiként 1541-ben a vízesést, és Santa Maria vízesésnek nevezte el. Később az itt élő őslakos guarani indiánok által használt név vált hivatalossá: az Iguazú (Iguaçu), aminek jelentése nagy víz.

## Geológia, adatok

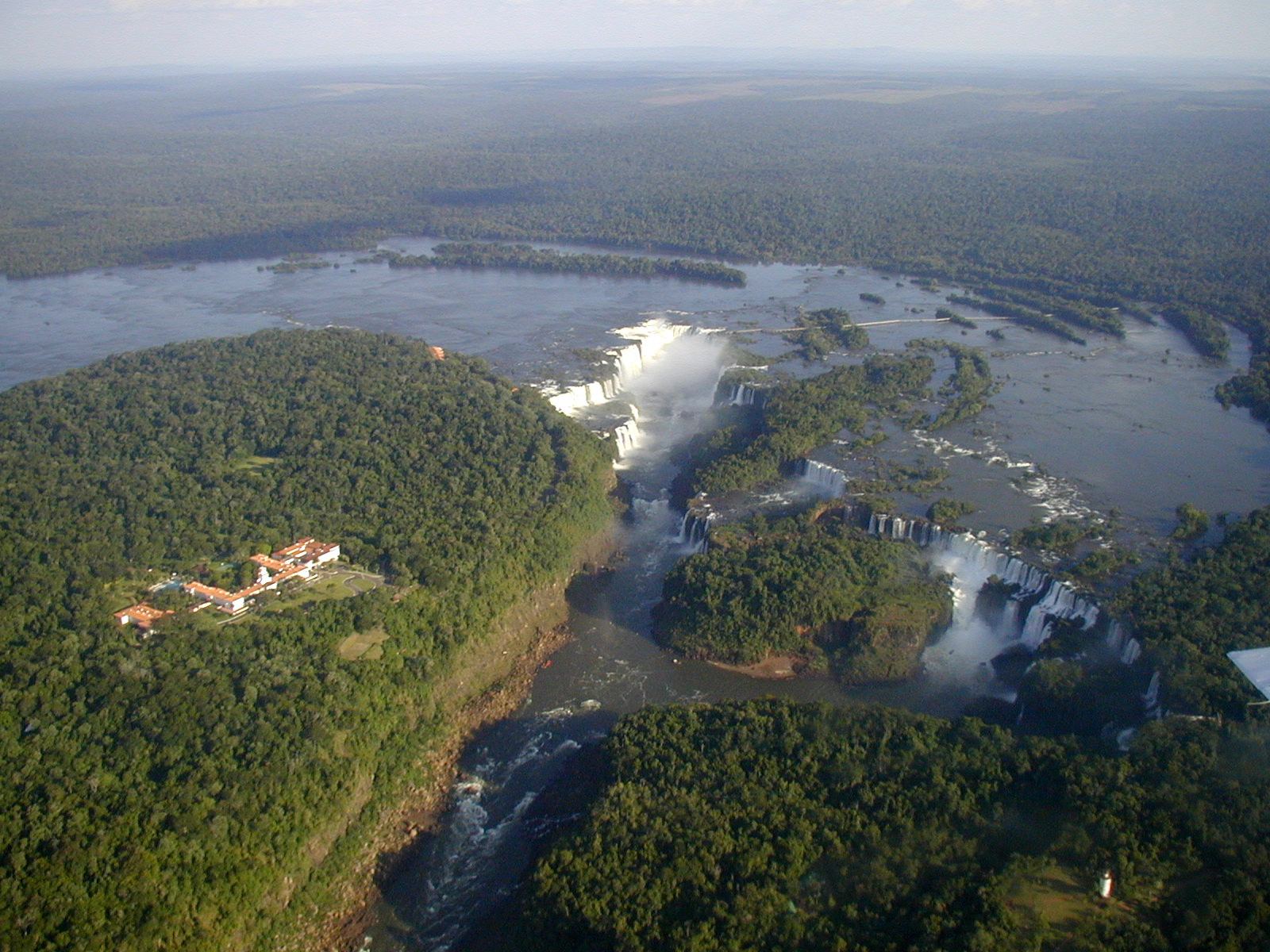
Az Ördögtorok-szakadék

A vízesés 270 különálló zuhogóból és kisebb vízesésből áll, amely a folyón 2,7 kilométeres szélességben húzódik, a víztömeg a vízeséseken maximum 82 métert esik, de az átlagos magasság 60 méter. Az Iguazú-vízesés legmagasabb zuhataga, az Union, ahol a víz az Ördögtorok-szakadékba zuhan (spanyolul Gargante del Diabolo, portugálul Garganta do Diabo). A szakadék U alakú, 150 méter széles és 700 méter hosszú. Az Ördögtorok-szakadékot a folyó egy geológiai törésvonal mentén vájta ki az évmilliók során. 135 millió évvel ezelőtt a területet vastag lávaréteg fedte, amely  miután kihűlt, bazalttá alakult át. A vízesések ott alakultak ki, ahol keletről, Brazília felől az Iguazú folyó beletorkollik az Argentína felől érkező Paraná folyóba.

## Létrejöttének legendája
Az őslakos guarani indiánok legendája szerint a vízesést Mboi isten hozta létre.
„Az történt, hogy Mboi isten beleszeretett egy törzsfőnök lányába, aki azonban nem kért az égi kegyből. Földi szerelmével csónakba ült és próbáltak elmenekülni a Mboi haragja elől. A vérig sértett és bosszúszomjas isten sziklákat emelt ki a földből, hogy a szerelmespár a végzetébe zuhanjon a folyó vízesésein.”

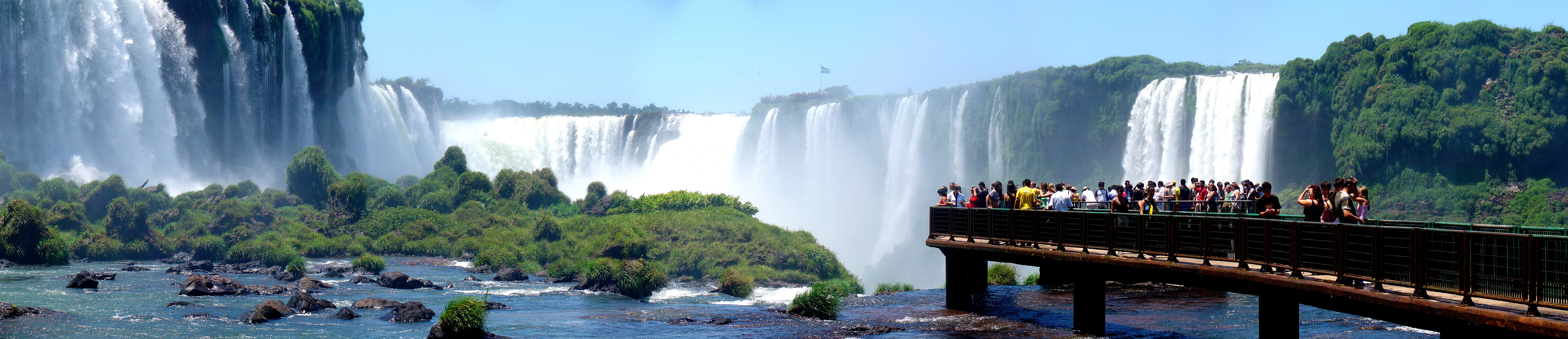
Iguazú-vízesés